# Pedavena
Pedavena är en ort och kommun i provinsen Belluno i regionen Veneto i Italien. Kommunen hade 4 396 invånare (2018).